# Žižkovo Pole
Žižkovo Pole – miejscowość i gmina (obec) w Czechach, w kraju Wysoczyna, w powiecie Havlíčkův Brod. W 2022 roku liczyła 391 mieszkańców.